# USS Beale (DD-471)
USS Beale (DD-471/DDE-471) là một tàu khu trục lớp Fletcher được Hải quân Hoa Kỳ chế tạo trong Chiến tranh Thế giới thứ hai. Nó là chiếc tàu chiến thứ hai của Hải quân Mỹ được đặt theo tên Đại úy Hải quân Edward Fitzgerald Beale (1822-1893), một sĩ quan hải quân và là nhà thám hiểm. Tham gia suốt Thế Chiến II, con tàu còn tiếp tục phục vụ tại khu vực Bắc Đại Tây Dương và trong Chiến tranh Việt Nam trước khi ngừng hoạt động năm 1968 và bị đánh chìm như một mục tiêu năm 1969. Nó được tặng thưởng sáu Ngôi sao Chiến trận trong Thế Chiến II, và thêm một Ngôi sao Chiến trận khác tại Việt Nam.

## Thiết kế và chế tạo
Beale được đặt lườn tại xưởng tàu của hãng Bethlehem Steel Co. ở Staten Island New York; vào ngày 19 tháng 12 năm 1941. Nó được hạ thủy vào ngày 24 tháng 8 năm 1942; được đỡ đầu bởi cô Nancy Beale, cháu gái Đại úy Beale; và nhập biên chế tại Xưởng hải quân New York vào ngày 23 tháng 12 năm 1942 dưới quyền chỉ huy của Hạm trưởng, Trung tá Hải quân Joe B. Cochran.

## Lịch sử hoạt động

### Chiến tranh Thế giới thứ hai

#### 1943
Beale bắt đầu chạy thử máy huấn luyện vào đầu tháng 1 năm 1943 ngoài khơi bờ biển New England. Cuối tháng đó, nó tiếp tục huấn luyện tại vùng biển Tây Ấn gần vịnh Guantánamo, Cuba. Đến giữa tháng 2, nó quay trở về New York cho một đợt sửa chữa sau chạy thử máy. Nó quay trở ra biển vào ngày 15 tháng 3, đi đến Tây Ân nơi nó phục vụ hộ tống chống tàu ngầm và canh phòng máy bay cho chiếc tàu sân bay Essex vừa mới nhập biên chế trong chuyến đi chạy thử máy gần Trinidad. Chiếc tàu khu trục hoàn tất một đợt sửa chữa khác tại Xưởng hải quân New York từ ngày 10 đến ngày 21 tháng 3, rồi chuẩn bị cho hành trình dài đi sang Thái Bình Dương. Đi ngang Norfolk, Virginia, nó đi đến Cristóbal thuộc vùng kênh đào Panama vào ngày 22 tháng 4 và băng qua kênh đào vào ngày 28 tháng 4.
Chiếc tàu chiến dừng một chặng ngắn tại Balboa, bên đầu Thái Bình Dương của kênh đào, trước khi hướng lên phía Bắc đến vùng bờ biển California cùng ngày hôm đó. Nó dừng qua đêm tại San Diego vào ngày 5-6 tháng 5, trước khi đi đến San Francisco vào ngày 7 tháng 5. Nó lên đường năm ngày sau đó, hướng sang khu vực quần đảo Hawaii, đi đến Trân Châu Cảng vào ngày 22 tháng 5, và trải qua sáu tuần lễ tiếp theo tuần tra chống tàu ngầm và thực hành tác xạ tại chỗ. Đến ngày 6 tháng 7, chiếc tàu khu trục rời Oahu để quay trở lại California, đi đến San Diego vào ngày 11 tháng 7 và ở lại đây cho đến ngày 19 tháng 7, khi nó ra khơi tham gia thực tập đổ bộ gần Monterey vào ngày 21 tháng 7. Nó quay trở lại San Francisco vào ngày hôm sau.
Sau chặng dừng kéo dài một tuần tại San Francisco, Beale lên đường vào ngày 29 tháng 7 trong hành trình đi sang quần đảo Aleut. Đến ngày 5 tháng 8, nó đi vào vịnh Kuluk thuộc đảo Adak, Alaska. Lượt phục vụ của nó cùng Lực lượng Bắc Thái Bình Dương kéo dài gần bốn tháng, nhưng hầu như chỉ là đối phó với thời tiết giá lạnh khắc nghiệt của vùng cực Bắc. Vào giữa tháng 8, các khẩu pháo của nó tham gia bắn phá chuẩn bị cho cuộc đổ bộ lên Kiska; tuy nhiên khi lực lượng đổ bộ lên bờ, họ khám phá rằng mọi nỗ lực đều trở nên vô ích, vì Nhật Bản đã triệt thoái lực lượng của họ ba tuần trước đó. Trong thời gian còn lại tại khu vực quần đảo Aleut, nó làm nhiệm vụ tuần tra và hộ tống vận tải.
Đến cuối tháng 11, Beale rời Dutch Harbor để đi về quần đảo Hawaii, đi vào Trân Châu Cảng khoảng một tuần sau đó, nhưng chỉ ở lại đây ba ngày. Nó lên đường, đi ngang qua Funafuti thuộc quần đảo Ellice và Espiritu Santo thuộc quần đảo New Hebrides để hướng đến vịnh Milne, New Guinea, đến nơi vào ngày 18 tháng 12. Nó trải qua bảy tháng tiếp theo hỗ trợ cho cuộc chinh phục bờ biển phía Bắc New Guinea của tướng Douglas MacArthur, cô lập các căn cứ chủ yếu của Nhật Bản ở khu vực quần đảo Bismarck tại Rabaul thuộc New Britain và Kavieng trên đảo New Ireland.
Chỉ sáu ngày sau khi đến nơi, Beale lên đường cùng một lực lượng tấn công hướng đến mũi Gloucester ở về phía cực Tây đảo New Britain, để nhằm đảm bảo bên sườn phía Đông các eo biển Dampier và Vitiaz giữa đảo này và New Guinea. Lực lượng của nó, bao gồm bảy tàu đổ bộ LST được Beale và ba tàu khu trục khác hộ tống, đi đến mục tiêu vào sáng sớm ngày 26 tháng 12, và các tàu LST cho đổ bộ vào lúc xế trưa.
Lúc khoảng 14 giờ 30 phút, một đội hình lớn máy bay đối phương đã tấn công tàu bè Đồng Minh ngoài khơi mũi Gloucester. Beale thoát được cuộc tấn công mà không bị hư hại, và các pháo thủ phòng không của nó đã bắn rơi một máy bay ném bom bổ nhào Aichi D3A-1 "Val". Tuy nhiên, may mắn như thế không đến cùng các tàu khu trục đồng đội. Brownson (DD-518) chịu đựng hai quả bom đánh trúng trực tiếp, khiến nó nổ tung và đắm sau không đầy 20 phút với tổn thất 108 người thiệt mạng. Một cựu binh của cuộc tấn công Trân Châu Cảng, Shaw (DD-373), mắc phải những vết thương mới khi mảnh bom của những quả ném suýt trúng gây hư hại cấu trúc thượng tầng và khiến 30 người thương vong, trong đó có bốn người tử trận. Những quả bom suýt trúng cũng gây hư hại và thương vong nhẹ cho Mugford (DD-389). Cuối ngày hôm đó, đang khi hộ tống tàu đổ bộ LST-466 tại khu vực lân cận vịnh Borgen, Beale nổ súng vào một máy bay ném bom Mitsubishi G4M "Betty" hai động cơ đang bị ba chiếc máy bay tiêm kích Republic P-47 Thunderbolt săn đuổi. Hỏa lực của nó góp công bắn rơi chiếc máy bay đối phương xuống biển cách con tàu 2.000 yd (1.800 m) phía mũi bên mạn trái.

#### 1944
Sau hoạt động này, Beale rút lui về khu vực phụ cận Buna Roads và mũi Sudest, ở bờ biển phía Tây New Guinea về phía Nam eo biển Dampier và Vitiaz, nơi nó ở lại cho đến đầu năm 1944. Vào ngày 1 tháng 1 năm 1944, nó rời Buna để gặp gỡ một lực lượng tấn công, bao gồm chín tàu vận chuyển cao tốc (APD), hai tàu đổ bộ LST và nhiều tàu đổ bộ LCI, vận chuyển Trung đoàn 126 thuộc Sư đoàn Bộ binh 32 Lục quân Hoa Kỳ. Bảy tàu khu trục khác tham gia cùng Beale trong thành phần hộ tống, và lực lượng hướng về phía Tây Bắc ngang qua eo biển Vitiaz để đến Saidor, New Guinea, nơi bộ binh đổ bộ lên bờ mà không gặp sự kháng cự vào sáng ngày 2 tháng 1. Họ có nhiệm vụ bảo vệ sườn trái của eo biển nơi lực lượng của tướng MacArthur sẽ thường xuyên băng qua trong bước nhảy cóc của họ dọc bờ biển New Guinea. Beale đã bảo vệ phòng không và chống tàu ngầm cho cuộc đổ bộ.

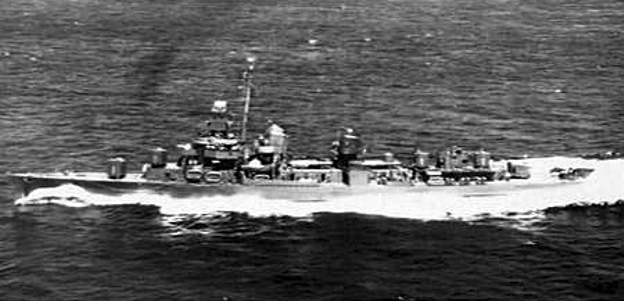
Beale vào tháng 2 năm 1944.

Trong tháng tiếp theo, Beale phân chia thời gian của nó hỗ trợ cho các hoạt động tại Saidor cũng như tuần tra và hộ tống vận tải dọc theo bờ biển New Guinea từ vịnh Milne cho đến Saidor. Vào ngày 5 tháng 2, nó rời vịnh Milne để lên đường đi Sydney, Australia nơi nó được sửa chữa từ ngày 9 đến ngày 23 tháng 2. Quay trở lại vịnh Milne vào ngày 27 tháng 2, nó trình diện để phục vụ cùng Lực lượng Đặc nhiệm 74, một lực lượng hỗn hợp gồm các tàu tuần dương của Hải quân Hoa Kỳ và Hải quân Hoàng gia Australia, được các tàu khu trục Hoa Kỳ hộ tống và đặt dưới quyền chỉ huy của Chuẩn đô đốc Hải quân Hoàng gia Anh Victor A. C. Crutchley.
Khi cả hai phía của eo biển giữa New Guinea và New Britain không còn bị Nhật Bản can thiệp, tướng MacArthur nhìn xa hơn lên phía Bắc đến quần đảo Admiralty, nơi việc chiếm đóng bảo vệ sườn bên phải cuộc tiến quân của ông cũng như cung cấp một căn cứ thay thế cho Rabaul được phòng thủ chặt chẽ. Vì thế Beale cùng các đồng đội trong Lực lượng Đặc nhiệm 74 lên đường từ mũi Sudest, New Guinea vào ngày 27 tháng 2, dẫn trước một lực lượng đặc nhiệm bao gồm các tàu vận chuyển cao tốc (APD) và tàu khu trục vận chuyển các đơn vị của Sư đoàn 1 Kỵ binh Lục quân. Đơn vị này có thể phục vụ cho cuộc đổ bộ ban đầu nếu chỉ có đề kháng nhẹ, hoặc như một lực lượng trinh sát qua chiến đấu nếu có đề kháng mạnh từ phía đối phương.
Đi đến ngoài khơi đảo Los Negros lúc bình minh ngày 29 tháng 2, Beale cùng với tàu tuần dương Nashville (CL-43) và tàu khu trục Bache (DD-470) đi đến trạm canh phòng về phía Bắc cảng Seeadler ngoài khơi đảo Ndrilo, nhằm hỗ trợ hỏa lực cho lực lượng đổ bộ. Lúc 07 giờ 40 phút, các con tàu khai hỏa nhắm vào hòn đảo, và tiếp tục bắn phá các vị trí nghi ngờ đối phương trong 15 phút. Thành công của đợt đổ bộ ban đầu đã hủy bỏ kế hoạch của đợt bắn phá thứ hai dự định lúc xế trưa, và sau khi mọi việc trên bờ tiến triển tốt đẹp, các con tàu rời khu vực cùng lực lượng đặc nhiệm, chỉ để lại hai tàu khu trục làm nhiệm vụ hỗ trợ hỏa lực theo yêu cầu khi cần thiết, và quay trở lại mũi Sudest.
Đến ngày 4 tháng 3, Beale cùng Lực lượng Đặc nhiệm 74 quay trở lại khu vực phụ cận quần đảo Admiralty, và sau khi bắn phá các vị trí pháo đối phương trên đảo Hauwei, lực lượng đặc nhiệm tuần tra tại vị trí khoảng 30 nmi (56 km) về phía Bắc Manus. Chiếc tàu khu trục đã trực chiến cùng lực lượng đặc nhiệm trong ba ngày, canh phòng các lối tiếp cận khu vực Admiralty trong khi lực lượng trên bờ củng cố vị trí trên đảo Los Negros và chuyển sang tấn công Manus. Vào ngày 7 tháng 3, con tàu viếng thăm cảng Hyane tại Los Negros với Chuẩn đô đốc Russell S. Berkey trên tàu, rồi bắn phá các vị trí đối phương trên bán đảo Moakareng trước khi gia nhập trở lại lực lượng đặc nhiệm cho hành trình quay trở về mũi Sudest.
Sau một tuần thực tập tác xạ và thực hành chiến thuật, Beale gia nhập cùng các tàu khu trục Ammen (DD-527), Daly (DD-519), Hutchins (DD-476) và Mullany (DD-528) cho cuộc càn quét chống tàu bè đối phương dọc bờ biển phía Bắc New Guinea, bao gồm đợt bắn phá các căn cứ đối phương tại Wewak vào ngày 19 tháng 3. Nó tuần tra ngoài khơi vịnh Oro, New Guinea vào ngày 20 tháng 3, trước khi được sửa chữa tại đây từ ngày 21 đến ngày 27 tháng 3. Sau đó nó thực hành chống tàu ngầm và thực tập tác xạ từ ngày 29 tháng 3 đến ngày 8 tháng 4, trước khi lại được bảo trì từ ngày 9 tháng 4 tại vịnh Milne, New Guinea, kéo dài cho đến giữa tháng đó.
Beale quay trở lại tác chiến vào giữa tháng 4, tham gia cuộc tấn công gồm ba mũi gọng kìm lên phần bờ biển phía Bắc New Guinea, kéo dài từ vịnh Tanamerah ở phía Tây cho đến Aitape về phía Đông. Chiếc tàu khu trục được phân về Lực lượng Đặc nhiệm 75 dưới quyền Chuẩn đô đốc Russell S. Berkey, được hình thành chung quanh các tàu tuần dương hạng nhẹ Phoenix (CL-46), Nashville (CL-43) và Boise (CL-47), và được giao vai trò Lực lượng Hỗ trợ B hoạt động tại Hollandia. Đơn vị của nó tách ra khỏi lực lượng chính lúc khoảng nữa đêm ngày 21 tháng 4 và đi đến mục tiêu, vịnh Humboldt, lúc khoảng 05 giờ 00 ngày 22 tháng 4. Beale và các tàu tháp tùng khai hỏa lúc khoảng 06 giờ 00, bắn phá chuẩn bị trong 15 phút, phối hợp với các cuộc không kích được máy bay thuộc Lực lượng Đặc nhiệm 58 tiến hành, đã phá vỡ hoàn toàn hệ thống phòng ngự đối phương. Lực lượng phòng thủ đối phương phải rút lui và phân tán ra khu vực phụ cận, khiến cuộc đổ bộ diễn ra suôn sẻ như một cuộc đi dạo vì không gặp sự kháng cự nào đáng kể.
Sau khi cuộc đổ bộ đã đảm bảo thành công, Beale rời khu vực cùng Đội đặc nhiệm 77.2 và đi đến cảng Seeadler, Manus vào ngày hôm sau. Sau khi được tiếp nhiên liệu, tiếp tế và đạn dược, nó lại ra khơi vào ngày 26 tháng 4, hướng lên bờ biển phía Bắc New Guinea để tiếp tục hỗ trợ cho chiến dịch chiếm đóng khu vực chung quanh Hollandia. Nó tuần tra ngoài khơi vịnh Humboldt vào sáng ngày 27 tháng 4, và trong nhiều ngày tiếp theo đã luân phiên giữa các nhiệm vụ tuần tra, bắn phá bờ biển và hộ tống cùng các tàu sân bay để hỗ trợ binh lính trên bộ. Sang đầu tháng 5, con tàu quay trở về cảng Seeadler chuẩn bị cho chiến dịch đổ bộ nhảy cóc tiếp theo dọc bờ biển New Guinea. Tuy nhiên, trước đó, nó tham gia cùng các tàu khu trục Abner Read (DD-526) và Bache trong một nhiệm vụ thứ yếu tại Wewak, nơi có một căn cứ Nhật Bản bị bỏ qua mà các khẩu pháo bờ biển của chúng gây khó khăn cho các xuồng phóng lôi PT boat đặt căn cứ tại Aitape. Vào ngày 9 tháng 5, ba chiếc tàu khu trục khởi hành từ Manus để đi Aitape, nơi đã đón lên tàu bốn sĩ quan chỉ huy PT boat vào ngày 11 tháng 5 để giúp vào việc xác định mục tiêu. Lực lượng tiến hành bắn phá Wewak vào ngày 12 tháng 5 trước khi đưa các trinh sát viên trở lại Aitape và quay về Manus.
Beale quay trở lại cảng Seeadler kịp lúc để hoàn tất những chuẩn bị sau cùng cho chiến dịch đổ bộ lên khu vực Wakde-Sarmi, và đã khởi hành cùng lực lượng hỗ trợ vào ngày 15 tháng 5. Lực lượng đi đến ngoài khơi mục tiêu vào sáng ngày 17 tháng 5, và sau khi tham gia bắn phá chuẩn bị, nó cùng tàu khu trục Hutchins (DD-476) tiến hành một cuộc càn quét tìm kiếm không kết quả những sà lan đối phương được cho là đang ở khu vực phụ cận Sarmi. Hoàn tất nhiệm vụ, nó lên đường quay về cảng Seeadler, đến nơi vào ngày 18 tháng 5. Con tàu quay trở lại khu vực Wakde-Sarmi vào ngày 21 tháng 5, rồi cùng Lực lượng Đặc nhiệm 75 tuần tra về phía Bắc và phía Tây trong khi lực lượng trên bờ củng cố bãi đổ bộ và chuẩn bị tiến sâu vào đất liền, nơi đối phương phòng ngự vững chắc hơn so với khu vực Hollandia. Do đối phương phòng thủ hoàn toàn dựa trên lực lượng bộ binh trên bờ, Lục quân Đồng Minh có thể tác chiến độc lập sau khi mở rộng bãi đổ bộ, giải phóng phần lớn lực lượng hải quân tham gia các cuộc đổ bộ tiếp theo. Mục tiêu là nhằm chiếm Biak thuộc quần đảo Schouten.
Beale rời khu vực Wakde-Sarmi và quay trở lại vịnh Humboldt vào ngày 24 tháng 5 để tham gia lực lượng tấn công Biak. Nó trở ra khơi vào ngày hôm sau cùng lực lượng, đi đến ngoài khơi Biak vào ngày 27 tháng 5, nơi nó bảo vệ chống tàu ngầm cho các tàu tuần dương trong khi bắn phá chuẩn bị. Sau khhi lực lượng đổ bộ, chiếc tàu khu trục tiếp cận gần bờ để bắn vào các vị trí đối phương, trực tiếp hỗ trợ cho lực lượng trên bộ. Nó tuần tra ngoài khơi Biak cho đến cuối tháng 5, bảo vệ chống tàu ngầm cho các tàu chiến chủ lực và thỉnh thoảng hỗ trợ hỏa lực gần bờ.
Beale cùng Lực lượng Đặc nhiệm 75 quay trở về vịnh Humboldt vào ngày 31 tháng 5 để tiếp nhiên liệu và tiếp liệu. Nó lại cùng lực lượng lên đường quay trở lại biak vào ngày 7 tháng 6, nơi lực lượng tuần dương-khu trục chiếm lấy vị trí về phía Đông Bắc hòn đảo lúc chiều tối ngày 8 tháng 6. Một máy bay tuần tra đã phát hiện lực lượng tàu nổi Nhật Bản đang tìm cách đưa lực lượng tăng viện đến Biak lúc khoảng 22 giờ 00; đối phương bị bắt gặp trên màn hình radar khoảng 80 phút sau đó. Không lâu sau, đối phương cũng phát hiện lực lượng đặc nhiệm, nên cho tách ra các sà lan tiếp vận chúng kéo đến Biak, và phóng ngư lôi trước khi rút lui hết tốc độ.
Beale nằm trong số những tàu khu trục dẫn đầu đã hướng về phía đối phương đang rút lui, chạy hết tốc độ và bắt đầu khai hỏa ở tầm cực xa, với hy vọng rút ngắn được khoảng cách bằng cách buộc phía Nhật Bản phải cơ động để né tránh các loạt đạn pháo. Đối phương bắn trả và thậm chí tung ra một đợt tấn công ngư lôi khác. Ngoài những mảnh đạn pháo từ những phát bắn suýt trúng, tổn thất duy nhất trong cuộc đối đầu này là Shiratsuyu bị bắn trúng trực tiếp bởi một loạt đạn pháo của Đội khu trục 47 trúng lúc 02 giờ 10 phút ngày 9 tháng 6. Nó bị giảm tốc độ trong một lúc, rồi lấy lại được tốc độ và tiếp tục rút lui. Đến khoảng 02 giờ 30 phút, lực lượng Đồng Minh từ bỏ cuộc truy đuổi do tuân theo chỉ thị phải bảo vệ tàu bè khỏi các cuộc không kích. Lực lượng Đặc nhiệm 75 gặp gỡ Lực lượng Đặc nhiệm 74 sáng hôm đó, và Beale hướng đến Manus thuộc quần đảo Admiralty, nơi nó ở lại từ ngày 10 đến ngày 28 tháng 6 để bảo trì và huấn luyện.
Beale rời cảng Seeadler vào ngày 29 tháng 6 để tham gia một trong những cuộc đổ bộ lớn cuối cùng trong Chiến dịch New Guinea. Trước khi tấn công lên bán đảo Vogelkop trên bờ biển phía Tây Bắc tại mũi Sansapor, tướng MacArthur cho rằng lực lượng của ông cần có những sân bay xa hơn về phía Tây hơn những gì Đồng Minh đang có, và đảo Noemfoor đáp ứng được những điều kiện đó cho dù được phòng thủ khá chặt chẽ. Vỉ vậy Beale cùng lực lượng tuần dương-khu trục đi đến ngoài khơi bãi Kamiri ở bờ biển phía Tây Bắc Noemfoor vào sáng sớm ngày 2 tháng 7. Việc bắn phá chuẩn bị đem lại hiệu quả cao nên lực lượng đổ bộ lên bờ chiếm được tất cả những mục tiêu theo kế hoạch mà chỉ gặp sức kháng cự rời rạc. Lực lượng đặc nhiệm cũng không cần đến để hỗ trợ hỏa lực cho cuộc chiến trên bờ, nên họ rút lui về vịnh Humboldt cùng ngày hôm đó, về đến nơi vào ngày 3 tháng 7.
Sau khi được bảo trì và đại tu tại Hollandia và Manus, Beale quay trở lại khu vực bờ biển phía Bắc New Guinea vào giữa tháng 7 để giúp phòng ngự sườn phía Đông của lực lượng Đồng Minh tại Hollandia chống lại sức ép của đối phương trú đóng tại Wewak bị bỏ qua. Nó tuần tra dọc bờ biển đánh phá sà lan đối phương vận chuyển lực lượng tăng cường và tiếp liệu, xen kẻ với các đợt thực tập và tuần tra dọc bờ biển phía Bắc New Guinea cho đến cuối tháng 7, khi nó hỗ trợ cho cuộc đổ bộ không gặp kháng cự lên mũi Sansapor trên bán đảo Vogelkop. Sang đầu tháng 8, nó rời khu vực New Guinea cho một chuyến đi đến Australia, và được bảo trì tại Sydney từ ngày 11 đến ngày 25 tháng 8. Nó quay trở lại bờ biển phía Bắc New Guinea vào cuối tháng 8, tiếp nối nhiệm vụ tuần tra dọc bờ biển vốn còn sót lại những lực lượng đối phương bị cô lập, cũng như chuẩn bị cho bước nhảy cóc tiếp theo của lực lượng Đồng Minh trên hướng Tây Nam Thái Bình Dương đến Morotai thuộc quần đảo Molucca.
Beale khởi hành từ vịnh Humboldt vào ngày 13 tháng 9, hướng đến một điểm gần Vogelkop nơi các tàu chiến tham gia chiến dịch được tập trung, rồi đi đến ngoài khơi mũi Gila trên bờ biển Tây Nam của Morotai vào sáng sớm ngày đổ bộ 15 tháng 9. Lực lượng tuần dương-khu trục bao gồm Beale được cho tách ra khỏi lực lượng chính để băng qua eo biển giữa Morotai và Halmahera, nhằm bắn phá các cứ điểm của quân Nhật được cho là đặt tại Galela. Sau khi bắn phá trong gần một giờ mà không gặp kháng cự, lực lượng quay ngược trở lại eo biển để trực tiếp hỗ trợ cho cuộc đổ bộ, nhưng các khẩu pháo của nó lại im tiếng do không gặp sự kháng cự của đối phương chống lại lực lượng đổ bộ. Do việc hỗ trợ bằng hải pháo không cần thiết, chiếc tàu khu trục rút lui khỏi Morotai và gia nhập trở lại Đội đặc nhiệm 77.1 gần Mios Woendi vào ngày 16 tháng 9.
Trong gần một tháng, Beale thực tập huấn luyện tại khu vực phụ cận quần đảo Admiralty, xen kẻ với những đợt tiếp liệu và sửa chữa tại cảng Seeadler thuộc Manus. Nó quay trở lại vịnh Humboldt vào ngày 12 tháng 10 để chuẩn bị cho cuộc tấn công lên Philippines tại Leyte. Vào ngày 13 tháng 10, Đội đặc nhiệm 77.3, đội hỗ trợ gần của Beale, khởi hành từ vịnh Humboldt cùng Đội LST phía Bắc cho cuộc đổ bộ lên Leyte gần Tacloban ở phía đầu vịnh San Pedro. Nó hộ tống cho Lực lượng Tấn công phía Bắc tiến vào vịnh Leyte trong đêm 19-20 tháng 10, cùng hướng đến góc Tây Bắc của vịnh. Khi lực lượng đổ bộ tiến vào vị trí, các thiết giáp hạm thuộc Đơn vị Hỗ trợ Hỏa lực bắt đầu nả pháo lên mục tiêu. Trong vai trò trực tiếp hỗ trợ cho cuộc đổ bộ, Đội đặc nhiệm 77.3 của Beale khai hỏa lúc 09 giờ 00, và lực lượng đổ bộ bắt đầu tiến vào bãi biển sau 30 phút bắn phá, khi màn hỏa lực chuyển vào sâu trong đất liền.
Beale tiếp tục làm nhiệm vụ bắn hỏa lực theo yêu cầu tại vịnh San Pedro trong bốn ngày, hỗ trợ binh lính chiến đấu trên bờ khi cần thiết, và thường xuyên phải đánh trả các cuộc không kích của đối phương vốn gây nhiều thiệt hại cho đồng đội. Vào ngày 20 tháng 10, một máy bay ném bom-ngư lôi đã đánh trúng tàu tuần dương hạng nhẹ Honolulu (CL-48), buộc nó phải quay trở về Hoa Kỳ để sửa chữa cho đến khi chiến tranh kết thúc. Sang ngày hôm sau, chiếc tàu khu trục đã nổ súng vào một máy bay tấn công tự sát nhưng không thể ngăn đối phương đâm trúng tàu tuần dương hạng nặng Australia (D84). Vào ngày 22 tháng 10, một chiếc Kamikaze khác lại bay ngang con tàu; hỏa lực phòng không chỉ đủ sức đánh đuổi đối phương nhưng không thể ngăn nó đâm trúng LCI-105 ở vùng biển lân cận.
Vào lúc này, lực lượng chủ yếu của Hải quân Đế quốc Nhật Bản phản công lại cuộc đổ bộ của Đồng Minh bằng ba mũi gọng kìm hướng vào lực lượng tàu bè đổ bộ Hoa Kỳ tập trung trong vịnh Leyte. Vào ngày 23 tháng 10, các lực lượng đối phương thoạt tiên bị tàu ngầm phát hiện và được xác nhận bởi máy bay trinh sát. Xế chiều ngày hôm sau, Chuẩn đô đốc Thomas C. Kinkaid bố trí lực lượng tàu chiến dưới quyền ở lối ra vào phía Nam của vịnh để ngăn chặn đối phương. Đội của hướng xuống phía Nam để chờ đợi các cánh quân thuộc Lực lượng phía Nam Nhật Bản, dưới quyền Phó đô đốc Shoji Nishimura và Phó đô đốc Kiyohide Shima trong eo biển Surigao giữa các đảo Leyte và Dinagat. Được bố trí ở sườn bên phải phía trước hàng chiến trận, chiếc tàu khu trục đã tham gia đợt tấn công ngư lôi thứ hai nhằm vào các tàu chiến dẫn đầu của Nisihimura lúc 03 giờ 30 phút sáng ngày 25 tháng 10. Cho dù ngư lôi của nó không trúng đích, các tàu khu trục đồng đội đã thành công, ghi một phát trúng thiết giáp hạm Yamashiro, soái hạm của Nisihimura, khiến nó bị chặm lại, cùng một phát ân huệ kết liễu tàu khu trục Michishio, vốn đã bị hư hại bởi đợt tấn công bằng ngư lôi của Đội khu trục 54 một giờ trước đó.
Beale và đồng đội sau đó rút lui tạo khoảng trống cho màn hỏa lực từ các thiết giáp hạm và tàu tuần dương. Sau khi các tàu khu trục bên sườn trái tiến hành đợt tấn công ngư lôi thứ ba và rút khỏi khu vực, hành chiến trận Hoa Kỳ hoàn thành việc tiêu diệt hạm đội đối phương. Trong số hai thiết giáp hạm, một tàu tuần dương hạng nặng và bốn tàu khu trục dưới quyền Nishimura, chỉ còn sót lại một tàu tuần dương và một tàu khu trục, cả hai đều bị hư hại nặng. Tàu tuần dương Mogami không sống sót lâu hơn bao nhiêu, khi bị lực lượng Nhật Bản tự đánh đắm cuối ngày hôm đó, sau khi tiếp tục chịu đựng hải pháo và không kích của Đồng Minh.
Lực lượng dưới quyền Phó đô đốc Kiyohide Shima tiến quân rời rạc và chậm chạp, không đụng độ với Beale và đồng đội. Sau khi được xác nhận rằng lực lượng của Nishimura hầu như đã bị tiêu diệt toàn bộ, ông thận trọng cho rút lui lực lượng yếu kém dưới quyền, vốn bao gồm hai tàu tuần dương hạng nặng, một tàu tuần dương hạng nhẹ và bốn tàu khu trục. Những thắng lợi tiếp theo trong Trận chiến ngoài khơi Samar và Trận chiến mũi Engaño tiếp nối trong khi bản thân Beale ở lại hộ tống lực lượng đổ bộ chống trả các cuộc tấn công bằng không quân và tàu ngầm của đối phương. Đến ngày 29 tháng 10, chiếc tàu khu trục lên đường cho hành trình quay trở về Hoa Kỳ.

#### 1945

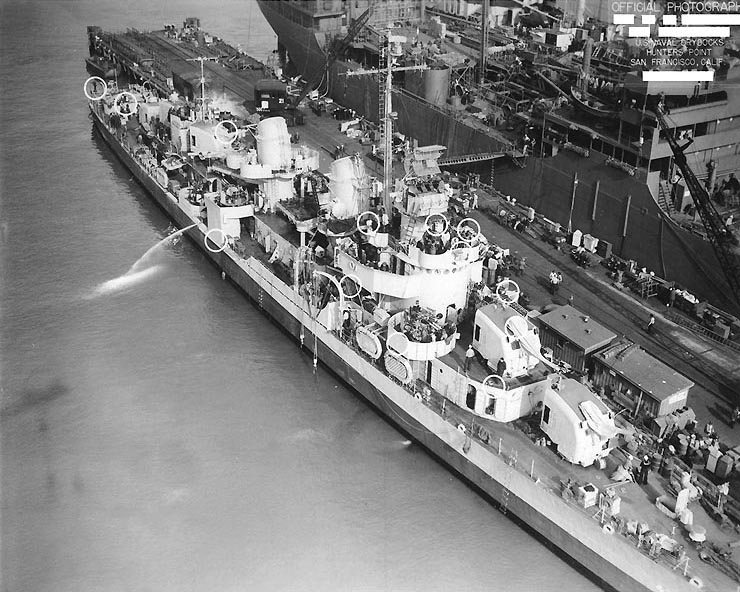
USS Beale (DD-471) tại Xưởng hải quân Hunters Point, San Francisco, California, 13 tháng 1 năm 1945.

Đi ngang qua đảo san hô Ulithi và Trân Châu Cảng, Beale về đến Seattle, Washington vào ngày 27 tháng 11, rôi tiếp tục hướng về phía Nam đến San Francisco, nơi nó trải qua một đợt đại tu và sửa chữa lớn, vốn chỉ hoàn tất vào ngày 17 tháng 1 năm 1945. Con tàu rời San Francisco vào ngày hôm sau để hướng đến San Diego, tiến hành chạy thử máy sau đại tu và huấn luyện ôn tập trong hai tuần. Đến ngày 31 tháng 1, nó khởi hành từ San Diego để gia nhập trở lại Hạm đội Thái Bình Dương, tham gia những chiếc dịch sau cùng nhằm chấm dứt chiến tranh với Nhật Bản.
Beale đi đến quần đảo Hawaii vào ngày 8 tháng 2, và tiến hành thực tập tác xạ và chống tàu ngầm từ ngày hôm sau, kéo dài trong gần một tháng. Vì vậy nó lỡ mất không thể tham gia cuộc tấn công đổ bộ lên Iwo Jima tiến hành vào ngày 19 tháng 2; nhưng đã lên đường đi sang khu vực Tây Thái Bình Dương nhằm chuẩn bị tham gia Trận Okinawa. Nó khởi hành từ Trân Châu Cảng vào ngày 5 tháng 3, và đi ngang qua đảo san hô Ulithi trước khi một lần nữa có mặt ngoài khơi Leyte, nơi lực lượng được tập trung cho chiến dịch đổ bộ cuối cùng lên quần đảo Ryukyu.
Sau mười ngày chuẩn bị, Beale khởi hành từ vịnh Leyte vào ngày 27 tháng 3 trong thành phần hộ tống cho Lực lượng Đặc nhiệm 55, lực lượng tấn công phía Nam, để hướng đến Okinawa. Lực lượng đi đến mục tiêu vào sáng ngày Chúa nhật Phục Sinh 1 tháng 4, ngày đổ bộ lên Okinawa. Trong sáng hôm đó, các tàu chiến thuộc Đệ Ngũ hạm đội đã hỗ trợ cho việc đổ bộ binh lính thuộc Quân đoàn 24 Lục quân và Thủy quân Lục chiến thuộc Quân đoàn Đổ bộ III lên bờ biển phía Tây đảo Okinawa, tại các bãi biển ở cả hai bên cửa sông Bisha. Sau đó các tàu khu trục thuộc lực lượng hộ tống được phân những nhiệm vụ khác nhau, và Beale gia nhập Lực lượng Đặc nhiệm 54, lực lượng hỏa lực và bảo vệ có vai trò hỗ trợ hải pháo cho lục quân và thủy quân lục chiến khi họ củng cố bãi đổ bộ và tấn công sâu vào đất liền.
Cả binh lính trên bộ lẫn lực lượng hỗ trợ ngoài khơi đều bất ngờ trước sự kháng cự yếu kém của đối phương đối với đợt đổ bộ ban đầu; tuy nhiên, sự dễ dàng này chỉ che giấu sức kháng cự mạnh mẽ tiềm tàng chỉ sau vài ngày. Trên bộ binh lính bắt đầu phải đối phó với sự kháng cự quyết liệt và dai dẳng, vốn kéo dài cho đến đầu tháng 7; trong khi hạm đội tập trung chung quanh Okinawa bắt đầu chịu đựng những đợt tấn công cảm tử Kamikaze từ ngày 6-7 tháng 4, và đã có tổng cộng tám đợt "Thần phong" quy mô lớn nhắm vào tàu bè tại Okinawa. Các khẩu pháo của Beale đã góp phần vào hàng rào hỏa lực phòng không đẩy lui những kẻ tự sát nhằm bảo vệ cho chính mình. Cho dù đã nỗ lực tối đa, những kẻ tấn công cũng nhiều lần xâm nhập qua hàng rào ngăn chặn. Khi chiếc máy bay Kamikaze thứ năm
Một sự kiện như vậy diễn ra vào ngày 6 tháng 4, khi tàu chị em Newcomb (DD-586) bị bốn máy bay kamikaze đâm trúng trong vòng một giờ, khi nó tuần tra tại vị trí cách 10 nmi (19 km) về phía Bắc Zampa Misaki. Leutze (DD-481), một tàu chị em khác đang ở gần đó, lập tức đi đến để trợ giúp Newcomb, trong khi Beale đang ở xa hơn cũng mở hết tốc độ đến hỗ trợ con tàu bị nạn. Khi chiếc máy bay Kamikaze thứ tư sượt qua Newcomb trước khi đâm vào phía sau của Leutze và nổ tung, phần phía đuôi Leutze bốc cháy và hư hại nặng khiến nó không thể tiếp tục trợ giúp Newcomb, để lại Beale tiếp tục trợ giúp cho Newcomb. Cả Newcomb lẫn Leutze đều tiếp tục nổi được, dập tắt các đám cháy và kiểm soát việc ngập nước, rồi được chiếc tàu kéo Tekesta (ATF-93) kéo về nơi neo đậu Kerama Retto vào ngày hôm sau.
Sau khi hộ tống cho Newcomb và Tekesta rút lui về Kerama Retto an toàn, Beale tiếp tục hoạt động cùng Lực lượng Đặc nhiệm 54, hỗ trợ hỏa lực cho binh lính chiến đấu tại Okinawa. Ngoài nhiệm vụ chủ yếu bắn hải pháo hỗ trợ theo yêu cầu trong suốt 12 tuần lễ tại khu vực quần đảo Ryūkyū, nhiều dịp nó phải chuyển sang vai trò phòng không nhằm đối phó các đợt phản công không quân của đối phương cũng như tuần tra chống tàu ngầm. Chiếc tàu khu trục thường tiếp cận gần bờ bào ban ngày để hỗ trợ hỏa lực, và rút lui vào ban đêm về vùng biển an toàn hơn cách xa Okinawa.
Vào ngày 16 tháng 4, đang khi hộ tống các tàu hỗ trợ hỏa lực thuộc Đội đặc nhiệm 51.5 gần Ie Shima, ba máy bay đối phương đã tìm cách tấn công Beale. Hỏa lực phòng không của nó đã bắn hỏng chiếc thứ nhất, bị nhận định nhầm là một chiếc Focke-Wulf Fw 190 của Đức, khi nó tấn công tự sát nhắm vào Beale. Gần như ngay sau đó, hai máy bay "Val" tấn công theo cách ném bom bổ nhào, tiếp cận con tàu bên mạn phải. Hỏa lực phòng không bắt đầu khai hỏa ngăn chặn ở khoảng cách 8.000 thước Anh (7.300 m), cho đến khi một chiếc F4U "Corsair" của Thủy quân Lục chiến lại bay vào tầm hỏa lực tìm cách đánh chặn hai chiếc "Val". Chiếc tàu khu trục lập tức được lệnh ngừng bắn để tránh bắn nhầm, nhưng cả ba chiếc máy bay đều đã rơi xuống biển cách Beale một đoạn. Viên phi công chiếc "Corsair" đã thoát ra được và được một tàu khu trục hộ tống giải cứu.
Trong tháng 5, chiếc tàu chiến chịu đựng thêm hai lượt không kích cảm tử khác từ đối phương. Sau hoàng hôn ngày 4 tháng 5, một máy bay một động cơ không rõ nhận dạng trong bóng đêm cố đâm vào Beale, nhưng một lần nữa các pháo thủ phòng không đã ngăn chặn được, bắn rơi kẻ xâm nhập xuống nước cách 100 thước Anh (91 m) bên mạn trái. Đến ngày 28 tháng 5, một chiếc "Val" khác nhắm chiếc tàu khu trục làm mục tiêu tự sát, nhưng cũng không vượt qua được hàng rào hỏa lực phòng không.
Sang đầu tháng 6, sức kháng cự của đối phương tại Okinawa đã yếu đi, cả trên không lẫn trên bộ. Chỉ một ít máy bay lẻ tẻ thỉnh thoảng vượt qua được mạng lưới cột mốc radar canh phòng bố trí chung quanh hòn đảo, và sự phòng thủ trên bộ bị chia cắt thành nhiều ổ đề kháng tương đối độc lập. Vào ngày 3 tháng 6, Beale trợ giúp vào việc xóa bỏ một ổ đề kháng như vậy khi nó hỗ trợ cho việc đổ bộ lên Iheya Retto, một đảo trong nhóm đảo vệ tinh chung quanh Okinawa, cách 11 mi (18 km) về phía Bắc bán đảo Motobu. Sự kháng cự có tổ chức trên quần đảo Ryūkyū kết thúc vào tuần cuối cùng của tháng 6, và Chiến dịch Okinawa chính thức khép lại vào ngày 2 tháng 7.
Trong thời gian đó, vào ngày 24 tháng 6, Beale lên đường đi vịnh Leyte, Philippines, nơi nó tiến hành sửa chữa nhỏ và tiếp liệu trước khi quay trở lại Okinawa vào ngày 16 tháng 7. Nó gia nhập Lực lượng Đặc nhiệm 95, và trong ba tuần tiếp theo đã càn quét tàu bè đối phương dọc theo bờ biển Trung Hoa, trong biển Hoàng Hải và biển Nhật Bản; nó quay trở lại Okinawa vào ngày 8 tháng 8 và ở lại đây trong bốn tuần lễ. Trong giai đoạn này, Nhật Bản chấp nhận đầu hàng vào ngày 15 tháng 8, và lễ ký kết chính thức văn kiện đầu hàng diễn ra vào ngày 2 tháng 9 trên thiết giáp hạm Missouri, neo đậu trong vịnh Tokyo.
Beale khởi hành từ vịnh Buckner, Okinawa vào ngày 6 tháng 9 để hướng sang chính quốc Nhật Bản, đi đến Nagasaki vào ngày 15 tháng 9, và bắt đầu hoạt động hỗ trợ cho việc chiếm đóng của lực lượng Đồng Minh. Trong hai tháng tiếp theo, nó viếng thăm nhiều cảng Nhật Bản, làm nhiệm vụ vận chuyển, giám sát giải giới và hộ tống. Đến ngày 15 tháng 11, nó khởi hành từ Sasebo cho hành trình quay trở về Hoa Kỳ. Đi ngang qua Trân Châu Cảng, nó về đến San Diego vào ngày 6 tháng 12. Bốn ngày sau, nó lại lên đường cho hành trình đi sang vùng bờ Đông Hoa Kỳ, băng qua kênh đào Panama vào ngày 18 tháng 12, và đi vào cảng Charleston, South Carolina hai ngày trước lễ Giáng Sinh. Con tàu được cho xuất biên chế tại Xưởng hải quân Charleston vào ngày 11 tháng 4 năm 1946, và được đưa về Hạm đội Dự bị Đại Tây Dương.

### 1951 – 1962
Đang khi vẫn trong thành phần dự bị, con tàu di chuyển đến Xưởng hải quân Boston, nơi nó được cải biến thành một tàu khu trục hộ tống. Được xếp lại lớp với ký hiệu lườn mới DDE-471, Beale được cho tái biên chế tại Boston, Massachusetts vào ngày 1 tháng 11 năm 1951 dưới quyền chỉ huy của Trung tá Hải quân Frank H. Price, Jr. Nó vẫn ở lại Boston hoàn tất việc cải biến cho đến đầu năm 1952, và sau một chuyến viếng thăm ngắn đến Norfolk, Virginia, đã lên đường cho chuyến đi chạy thử máy sau đại tu vào ngày 8 tháng 1, đi đến khu vực quần đảo Tây Ấn. Được sửa chữa sau đại tu từ cuối tháng 3 đến đầu tháng 5, nó trình diện để phục vụ cùng Hạm đội Đại Tây Dương tại Norfolk vào ngày 5 tháng 5.
Đến cuối tháng 5, Beale lên đường đi vịnh Mexico, nơi nó trải qua tháng 6 phục vụ canh phòng máy bay cho tàu sân bay Cabot (CVL-28) trong đợt huấn luyện không lực từ căn cứ không lực hải quân tại Pensacola, Florida. Nó quay trở về Norfolk vào ngày 4 tháng 7, hoạt động huấn luyện từ cảng này tại khu vực Virginia Capes, cũng như được bảo trì tại Norfolk cho đến cuối năm 1952. Sang tháng 1 năm 1953, con tàu đi xuống phía Nam để tham gia cuộc tập trận quy mô hạm đội hàng năm mang tên "Springboard". Sau các đợt tập dượt sơ bộ cùng tàu sân bay Midway (CVA-41) ngoài khơi bờ biển Florida gần Mayport, nó tiếp tục đi đến vùng phụ cận Puerto Rico, nơi cuộc tập trận tiến hành vào cuối tháng 2 và đầu tháng 3.
Beale quay trở về Norfolk vào ngày 13 tháng 3 và ở lại cảng trong gần một tháng. Đến ngày 17 tháng 4, nó rời khu vực vịnh Chesapeake để thực tập tại vùng biển chung quanh British Isles, rồi tiếp nối bằng một chuyến đi ngắn sang Địa Trung Hải. Trong chuyến đi này, nó đã viếng thăm Londonderry tại Bắc Ireland và Plymouth, Anh Quốc trước khi băng qua eo biển Gibraltar để ghé thăm Golfe-Juan, Pháp và Naples, Ý. Chiếc tàu khu trục rời Naples vào ngày 13 tháng 6 để quay trở về Hoa Kỳ, về đến Norfolk vào ngày 26 tháng 6.
Beale tiến hành các hoạt động tại chỗ cho đến tháng 8, khi nó đi lên phía Bắc đến khu vực Nova Scotia, nơi nó phục vụ canh phòng máy bay cho tàu sân bay Valley Forge cho đến hết tháng 8. Nó quay trở về Norfolk vào ngày 4 tháng 9, tiếp nối các hoạt động tại chỗ và bảo trì cho đến đầu tháng 10. Vào ngày 2 tháng 10, con tàu đi đến New York, nơi nó được đại tu trng ba tháng, lần đầu tiên kể từ khi được tái biên chế. Sau một chuyến đi huấn luyện ngoài khơi bờ biển Cuba gần vịnh Guantánamo vào đầu năm 1954, con tàu quay trở về Norfolk vào tháng 3 nhằm chuẩn bị để được bố trí sang nước ngoài. Lên đường vào ngày 11 tháng 5, nó bắt đầu một lượt hoạt động tại khu vực Địa Trung Hải trong thành phần Đệ lục Hạm đội. Nó kết thúc lượt phục vụ khi về đến Norfolk vào ngày 10 tháng 10.
Vào tháng 1 năm 1955, Beale hoạt động thường lệ dọc theo vùng bờ Đông Hoa Kỳ, trải dài từ Newport, Rhode Island ở phía Bắc cho đến Puerto Rico và Key West, Florida ở phía Nam. Đến tháng 5 nó trải qua sáu tuần lễ bảo trì tại Norfolk, rồi đến tháng 7, nó rời Norfolk hướng đến Newport nơi nó thực tập cùng các tàu sân bay một thời gian ngắn trước khi đi đến khu vực phụ cận Bermuda, nơi nó hoạt động cùng với chiếc Nautilus (SSN-571) vừa mới nhập biên chế. Sau khi giúp đánh giá khả năng của chiếc tàu ngầm chạy bằng năng lượng nguyên tử đầu tiên trên thế giới, nó lại đi đến Norfolk vào ngày 6 tháng 8. Một tháng sau, con tàu lại ra khơi tham gia hai cuộc tập trận của khối NATO "Centerboard" và "New Broom IV", tiến hành ngoài khơi bờ biển Bồ Đào Nha. Rời Lisbon vào ngày 10 tháng 10, nó quay trở về Norfolk vào ngày 23 tháng 10.
Sau một giai đoạn bảo trì và sửa chữa kéo dài cho đến hết năm 1955, Beale quay trở lại các hoạt động tại chỗ ngoài khơi Virginia Capes vào tháng 1 năm 1956. Đến giữa tháng 2, nó đi xuống phía Nam tham gia cuộc tập trận hằng năm "Springboard" của hạm đội được tổ chức tại vùng biển giữa Cuba và Puerto Rico. Quay trở về Norfolk vào ngày 22 tháng 3, con tàu hoạt động huấn luyện tại chỗ cho đến ngày 31 tháng 5, khi nó rời Hampton Roads hướng sang vịnh Mexico cho một đợt huấn luyện, xen kẻ với những chuyến viếng thăm Pensacola, New Orleans và Galveston. Nó rời Galveston vào ngày 5 tháng 7 để quay trở về cảng nhà, về đến Norfolk vào ngày 9 tháng 7. Công việc đại tu thường lệ tại Xưởng hải quân Norfolk kéo dài từ giữa tháng 7 cho đến đầu tháng 11. Vào ngày 10 tháng 11, con tàu ra khơi để hướng đến vịnh Guantánamo, Cuba cho một lượt huấn luyện ôn tập kéo dài một tháng rồi quay trở lại Norfolk, nơi các hoạt động thường lệ kéo dài cho đến đầu năm 1957.
Vào ngày 18 tháng 3 năm 1957, Beale lên đường cho một chuyến đi vòng quanh Châu Phi. Do không thể sử dụng kênh đào Suez, vốn đã bị đóng lại do xung đột giữa Ai Cập với Anh, Pháp và Israel trong vụ Khủng hoảng kênh đào Suez sau quyết định quốc hữu hóa kênh đào của Tổng thống Gamal Abdel Nasser, nó phải đi vòng xuống mũi Hảo Vọng để đi sang Ấn Độ Dương. Đi ngang quần đảo Azores, nó đi đến bờ biển Châu Phi tại Freetown, Sierra Leone vào ngày 30 tháng 3, viếng thăm Simonstown, Nam Phi từ ngày 10 đến ngày 12 tháng 4 trước khi vòng qua mũi Agulhas, điểm cực Nam của Châu Phi. Sau khi ghé qua Mombassa, Kenya, con tàu hướng đến vịnh Ba Tư, nơi nó viếng thăm Qeshm, Iran và Bahrain trước khi quay trở lại theo đường kênh đào Suez vừa thông thương trở lại. Nó ghé qua Massawa, Eritrea trước khi băng qua kênh đào vào ngày 1 tháng 6, và đi đến Piraeus, Hy Lạp vào ngày 4 tháng 6. Từ ngày 5 đến ngày 14 tháng 6, chiếc tàu khu trục băng qua Địa Trung hải để hướng đến Tây Ban Nha, và trong bốn tuần lễ tiếp theo nó viếng thăm các cảng Valencia, Cartagena và Barcelona. Ghé qua Gibraltar trong hai ngày, nó lên đường vào ngày 14 tháng 7 cho hành trình vượt Đại Tây Dương, về đến Norfolk vào ngày 26 tháng 7.
Beale chỉ ở lại cảng nhà không đầy sáu tuần trước khi lại phải lên đường vào ngày 3 tháng 9 để hướng sang khu vực quần đảo Anh. Nó đi đến Plymouth vào ngày 14 tháng 9 để tham gia cuộc tập trận "Stand Firm" của Khối NATO, và sau khi hoàn tất nó viếng thăm Cherbourg trong mười ngày. Nó rời cảng Pháp vào ngày 10 tháng 10 để quay trở về nhà, về đến vịnh Chesapeake vào ngày 22 tháng 10, và tiếp nối các hoạt động dọc theo vùng bờ Đông.
Đợt hoạt động tiếp theo của con tàu tại Địa Trung Hải cùng Đệ Lục hạm đội bị hủy bỏ vào tháng 3 năm 1958, khi Beale được phân công hoạt động cùng Đội đặc nhiệm Alfa, một đội thử nghiệm được hình thành để phát triển và đánh giá các kỹ thuật và chiến thuật chống tàu ngầm tiên tiến. Trong hơn năm năm, những hoạt động cùng đội phát triển chống tàu ngầm giữ con tàu ở lại gần vùng bờ Đông, không đi xa hơn khu vực quần đảo Tây Ấn. Dù sao những nhiệm vụ này không ngăn nó tham gia những sự kiện quốc tế quan trọng. Sau khi lực lượng dưới quyền Fidel Castro lật đổ chính phủ độc tài của Fulgencio Batista tại Cuba vào năm 1959, đưa nước này tham gia khối Cộng sản, tàu chiến của Hải quân Mỹ thường xuyên tuần tra chung quanh hòn đảo này. Beale đã tham gia một cuộc tuần tra như vậy từ ngày 13 đến ngày 26 tháng 4 năm 1961, rồi một lượt thứ hai từ cuối tháng 6 đến giữa tháng 8 năm 1962.

### 1962 – 1968
Vào ngày 30 tháng 6 năm 1962, Beale được xếp lại lớp như một tàu khu trục với ký hiệu lườn cũ DD-471. Cuối năm đó, khi các phi vụ trinh sát hình ảnh phát hiện ra việc bố trí các tên lửa đạn đạo mang đầu đạn nguyên tử của Liên Xô tại Cuba, Tổng thống John F. Kennedy ra lệnh "cô lập" hòn đảo này để ngăn chặn việc vận chuyển tiếp theo và yêu cầu tháo dỡ. Vì vậy, con tàu đã tham gia vụ Khủng hoảng tên lửa Cuba trong hoạt động phong tỏa từ ngày 25 tháng 10 đến ngày 5 tháng 11 năm 1962.
Vào ngày 27 tháng 10, trong thành phần một đội đặc nhiệm bao gồm tàu sân bay Randolph (CV-15) và mười tàu khu trục khác, Beale đã tham gia thả một loại mìn sâu dùng trong huấn luyện nhắm vào chiếc tàu ngầm Xô Viết lớp Foxtrot B-59 tại vùng biển ngoại vi Cuba, buộc chiếc tàu ngầm phải nổi lên mặt nước. Chiếc tàu khu trục sau đó đã tiếp cận và chạy song song với chiếc tàu ngầm ở khoảng cách 500 yd (460 m), chiếu sáng con tàu Liên Xô bằng đèn pha, hộ tống nó quay đầu hướng trở về Nga. Thông tin được giải mật sau này cho thấy cuộc đụng độ này đã suýt gây nên Thế Chiến III: do bị tấn công bằng mìn sâu nên chiếc tàu ngầm Liên Xô đã không thể liên lạc với căn cứ; và tin rằng chiến tranh đã nổ ra, họ dự định phóng ngư lôi với đầu đạn nguyên tử vào đối thủ. Việc có ý kiến khác biệt giữa các chỉ huy cấp cao của chiếc tàu ngầm đã khiến họ quyết định không khai hỏa, và tránh được một thảm họa.
Trong một năm tiếp theo, Beale hoạt động dọc theo vùng bờ Tây và khu vực Tây Ấn, rồi chuẩn bị để được phái sang Châu Âu. Nó khởi hành từ Norfolk vào ngày 29 tháng 11 năm 1963 để vượt Đại Tây Dương, đi đến vịnh Pollensa, Majorca, Tây Ban Nha vào ngày 11 tháng 12 và thay phiên cho tàu khu trục McCaffery (DD-860) vào xế trưa hôm đó. Trong hai tháng hoạt động tiếp theo cùng Đệ Lục hạm đội, con tàu thực hành huấn luyện và viếng thăm các cảng cho đến đầu tháng 2 năm 1964, khi nó nhận mệnh lệnh đi đến khu vực Đông Địa Trung Hải tham gia một lực lượng phản ứng khẩn cấp tại đảo Síp, do mâu thuẫn về xu hướng chính trị giữa các nhóm sắc tộc gây ra những bất ổn và bạo loạn trên đảo này.
Đợt hoạt động cùng lực lượng phản ứng khẩn cấp kết thúc vào đầu tháng 3, khi Beale viếng thăm cảng Istanbul, Thổ Nhĩ Kỳ trong sáu ngày trước khi trở ra khơi tiếp tục làm nhiệm vụ tại khu vực Đông Địa Trung Hải, bao gồm các cuộc tập trận của Khối NATO trong khu vực biển Ionian. Đến cuối tháng 3, nó quay trở lại khu vực Tây và Trung tâm Địa Trung Hải cho sáu tuần lễ hoạt động cuối cùng tại Châu Âu. Nó khởi hành từ vịnh Pollensa, băng qua eo biển Gibraltar vào ngày 14 tháng 5 để vượt Đại Tây Dương, về đến Norfolk mười ngày sau đó.
Beale ở lại trong cảng trên một tháng, cho đến khi lại lên đường vào đầu tháng 7 để viếng thăm Baltimore, Maryland nhân lễ Độc lập, rồi sau đó tiến hành các hoạt động huấn luyện thường lệ dọc theo vùng bờ Đông và khu vực Tây Ấn. Những hoạt động này kéo dài cho đến hết năm 1964, rồi được tiếp nối bởi một đợt đại tu tại Xưởng hải quân Norfolk trong những tháng đầu năm 1965. Nó hoạt động huấn luyện tại khu vực vịnh Guantánamo, Cuba trong mùa Hè năm đó trước khi quay trở lại hoạt động huấn luyện thường lệ từ Norfolk.
Rời cảng Norfolk vào ngày 1 tháng 6 năm 1966 để hướng sang Viễn Đông, Beale tham gia nhiệm vụ tác chiến đầu tiên sau gần hai thập niên. Con tàu đi ngang qua kênh đào Panama, Hawaii và Guam trước khi gia nhập Đệ thất Hạm đội tại Căn cứ Hải quân vịnh Subic, Philippines vào giữa tháng 7. Sau khi đảm trách vai trò tàu căn cứ tại Hong Kong, nó đi vào vùng chiến sự trong cuộc Chiến tranh Việt Nam vào ngày 24 tháng 7, và phục vụ từ ngày hôm sau như một tàu hỗ trợ hải pháo cho cuộc chiến trên bộ dọc theo bờ biển Việt Nam. Sau hai tuần lễ hoạt động, nó đi đến vịnh Subic để bảo trì và tiếp liệu, rồi quay trở lại vùng chiến sự vào cuối tháng 8, tiếp tục hỗ trợ hải pháo. Trong tháng 9 và tháng 10, nó hoạt động hộ tống cho tàu sân bay Intrepid (CVS-11), và nó kết thúc lượt phục vụ duy nhất tại Việt Nam vào đầu tháng 11, bắt đầu hành trình quay trở về nhà. Đi ngang qua Ấn Độ Dương, kênh đào Suez và Địa Trung Hải, nó hoàn tất một chuyến đi vòng quanh thế giới khi về đến Norfolk vào ngày 17 tháng 12.
Beale trở ra biển vào tháng 3 năm 1967 cho một lượt huấn luyện kéo dài hai tuần tại khu vực ngoài khơi Virginia Capes. Nó rời khu vực vịnh Chesapeake vào ngày 10 tháng 4 để đi Key West, Florida, và trong một tháng đã đảm nhiệm vai trò tàu huấn luyện cho Trường Sonar Hạm đội tại đây. Quay trở về Norfolk vào ngày 8 tháng 5, nó ở lại cảng cho đến tháng 6, khi tham gia Cuộc Tập trận "New Look", một đợt huấn luyện chống tàu ngầm bao gồm 36 tàu chiến của bốn nước thành viên Khối NATO. Sang tháng 7 và tháng 8, con tàu được khảo sát kiểm tra tình trạng vật chất và khả năng hoạt động tại Baltimore, Maryland, rồi quay trở lại hoạt động tại Norfolk từ tháng 9. Sang giữa tháng 10, con tàu được chuẩn bị cho một lượt biệt phái ra nước ngoài sau cùng.
Beale khởi hành vào ngày 14 tháng 11 để đi sang Địa Trung Hải, trong đội hình vốn còn bao gồm bốn tàu chiến khác thuộc Hải đội khu trục 32, trong đó có tàu chị em Bache (DD-470), bạn đồng hành trong nhiều chuyến đi trước đây. Nó đi đến vịnh Pollensa, Majorca vào ngày 24 tháng 11, và trải qua phần lớn thời gian trong chuyến đi sau cùng này hoạt động tại khu vực Tây Địa Trung Hải, ngoại trừ một lần vượt quá bán đảo Apennini và đi sang vùng biển Adriatic vào cuối tháng 1, 1968 để viếng thăm Split thuộc Nam Tư (nay thuộc về Croatia). Nó tiến hành một loạt các hoạt động khác nhau: các cuộc tập trận đơn phương, song phương hay đa phương phối hợp cùng hải quân các nước khác, viếng thăm các cảng Pháp và Ý cũng như một lần viếng thăm ngắn Malta. Sau khi được tàu khu trục Moale (DD-693) thay phiên tại Malaga, Tây Ban Nha, nó khởi hành quay trở về nhà. Tuy nhiên thành phần của Hải đội Khu trục 32 quay trở về Norfolk thiếu vắng mất Bache; một cơn bão tại Rhodes vào đầu tháng 2 đã đánh chìm con tàu chị em bạn đồng hành lâu năm của Beale. Nó về đến Hampton Roads vào ngày 23 tháng 4.
Sau khi được nghỉ ngơi và bảo trì, Beale phục vụ những tuần lễ cuối cùng vào cuối tháng 5, nó đi lên phía Bắc đến Newport, Rhode Island, nơi nó phục vụ như tàu huấn luyện cho Trường Khu trục Hạm đội cho đến cuối tháng 6. Nó quay trở lại Norfolk vào ngày 25 tháng 6, và bắt đầu chuẩn bị cho một đợt thanh tra giám sát. Kết quả đợt kiểm tra tại Xưởng hải quân Norfolk vào đầu tháng 8 kết luận con tàu không còn phù hợp để tiếp tục hoạt động.
Beale được cho xuất biên chế tại Norfolk, Virginia vào ngày 30 tháng 9, 1968, và tên nó được cho rút khỏi danh sách Đăng bạ Hải quân vào ngày 1 tháng 10, 1968. Chiếc tàu chiến còn có dịp phục vụ cho hải quân lần sau cùng vào ngày 24 tháng 6, 1969, khi nó bị đánh chìm như một mục tiêu tại vị trí cách 250 mi (400 km) về phía Đông cửa vịnh Chesapeake.

## Phần thưởng
Beale được tặng thưởng sáu Ngôi sao Chiến trận do thành tích phục vụ trong Thế Chiến II, và thêm một Ngôi sao Chiến trận nữa khi phục vụ trong Chiến tranh Việt Nam.